# Champcervon
Champcervon és un municipi francès situat al departament de la Manche i a la regió de Normandia. L'any 2007 tenia 208 habitants.

## Demografia

### Població
El 2007 la població de fet de Champcervon era de 208 persones. Hi havia 81 famílies de les quals 19 eren unipersonals (19 homes vivint sols), 27 parelles sense fills, 31 parelles amb fills i 4 famílies monoparentals amb fills.
La població ha evolucionat segons el següent gràfic:
Habitants censats

### Habitatges
El 2007 hi havia 105 habitatges, 82 eren l'habitatge principal de la família, 20 eren segones residències i 3 estaven desocupats. Tots els 105 habitatges eren cases. Dels 82 habitatges principals, 65 estaven ocupats pels seus propietaris, 15 estaven llogats i ocupats pels llogaters i 2 estaven cedits a títol gratuït; 7 tenien dues cambres, 9 en tenien tres, 21 en tenien quatre i 46 en tenien cinc o més. 70 habitatges disposaven pel capbaix d'una plaça de pàrquing. A 36 habitatges hi havia un automòbil i a 44 n'hi havia dos o més.

### Piràmide de població
La piràmide de població per edats i sexe el 2009 era:
| Homes | Edats   | Dones |
| ----- | ------- | ----- |
| 0     | 95 o +  | 0     |
| 4     | 90 a 94 | 0     |
| 0     | 85 a 89 | 8     |
| 0     | 80 a 84 | 0     |
| 4     | 75 a 79 | 0     |
| 0     | 70 a 74 | 8     |
| 0     | 65 a 69 | 4     |
| 12    | 60 a 64 | 8     |
| 0     | 55 a 59 | 4     |
| 4     | 50 a 54 | 4     |
| 4     | 45 a 49 | 4     |
| 4     | 40 a 44 | 0     |
| 4     | 35 a 39 | 0     |
| 16    | 30 a 34 | 8     |
| 4     | 25 a 29 | 4     |
| 8     | 20 a 24 | 8     |
| 0     | 15 a 19 | 0     |
| 4     | 10 a 14 | 0     |
| 4     | 5 a 9   | 4     |
| 4     | 0 a 4   | 4     |

## Economia
El 2007 la població en edat de treballar era de 139 persones, 97 eren actives i 42 eren inactives. De les 97 persones actives 90 estaven ocupades (53 homes i 37 dones) i 7 estaven aturades (4 homes i 3 dones). De les 42 persones inactives 14 estaven jubilades, 12 estaven estudiant i 16 estaven classificades com a «altres inactius».

### Ingressos
El 2009 a Champcervon hi havia 81 unitats fiscals que integraven 202 persones, la mediana anual d'ingressos fiscals per persona era de 15.273 €.

### Activitats econòmiques
Dels 6 establiments que hi havia el 2007, 1 era d'una empresa de construcció, 1 d'una empresa d'informació i comunicació, 3 d'empreses de serveis i 1 d'una empresa classificada com a «altres activitats de serveis».
L'únic servei als particulars que hi havia el 2009 era una fusteria.
L'any 2000 a Champcervon hi havia 31 explotacions agrícoles que ocupaven un total de 370 hectàrees.

## Poblacions més properes
El següent diagrama mostra les poblacions més properes.